# 袁黄
袁黄 (1533年12月26日 - 1606年8月14日)、出生時の名前は「表」、字は「坤儀」「学海」、後に「了凡」と号した。中国明朝時代の南直隷蘇州府の呉江県の出身で、やがて浙江嘉興府の嘉善県（現在の嘉善市)に移住した。中国明朝名神宗の進士であり、主事と拾遺という官職についた。仏教を信仰し、69歳のときに、一生の経験をもとにして、有名な勧善文書「陰騭録」を書いた。

## 生い立ち
日本の学者である酒井忠夫の調査によると、袁家の祖先は、嘉興陶荘（明の時代に嘉善県に合併)の出身であり、元朝末期に家が豊かとなった。明朝の初期、燕王の朱棣氏（後の永楽帝）が靖難の変で建文帝から帝位を簒奪したとき、袁家は建文帝に仕えていた役人と関係を持っていたため、燕王に家財を没収された。袁黄の先祖は、運よく免れて、逃亡先の呉江地方(現在の江蘇省蘇州市) に定住した。
袁黄の父は、彼に役人ではなく、医者になるように希望した。その後雲南の孔氏に邵雍の「皇極經世」を伝授され、また、一生の運命を占ってもらった。袁黄は、孔氏の意見を容れて、医術をあきらめ、官職を志すことにした。
 隆慶3年（1569年）に金陵(今の南京市)の棲霞山の雲谷禪師と会い、功徳を積むことで自分の運命を変える道理を伝えられた。この話を聞いた袁黄は自分の運命に覚醒し、立命の説を悟り、凡人から脱する志を決め、自ら「了凡」(凡人を終えるの意味）と号した。 
隆慶4年(1570年)挙人に受かり、万暦14年(1586年)に進士に受かり、宝坻(現在の宝坻区)の県知事となった。その後、兵部の主事職に昇進した。天啓3年(1623年)に74歳で没した。死後、吏部尚書(中国の官職）の趙南星氏が、袁黄の軍における功績を称え、少卿(中国の官職）を与えた。

その後袁黄が著した「陰騭録」は、良く知られる様になり、さらに、「陰騭録」の映画やドラマが制作された。

## 評価
王夫之は、袁了凡の経典の解釈は視野が狭く、人に間違いを起こさせると批判した。 。